# Caterina Parr
Caterina Parr (en anglès: Catherine Parr), reina consort d'Anglaterra, va ser la sisena esposa d'Enric VIII d'Anglaterra. Va néixer al voltant de l'any 1512 a Great Kimble, Buckinghamshire, o a Blackfriars, Londres, essent un dels tres fills de Sir Thomas Parr i de Matilda Green. Va morir el 5 de setembre de 1548 al Castell de Sudeley, a Gloucestershire.
Té un lloc especial a la història, ja que és la Reina d'Anglaterra que més vegades ha contret matrimoni: es va casar quatre vegades.
Als 15 anys, el 1527, Caterina va contreure matrimoni amb Lord Eduard Borough, que va morir el 1529. Al voltant de l'any 1533 es va casar novament amb John Neville, Lord Latimer, el qual va morir el 1542. Després de la seva mort, la rica vídua va començar una relació amb Thomas Seymour -després primer Baró de Sudeley-, que era germà de la reina Jane Seymour, però el rei Enric VIII es va encapritxar amb Caterina -des del moment que la va conèixer quan va anar a demanar pietat per la dona del seu germà, acusada (amb proves) d'adulteri- i va ser obligada a acceptar la seva proposició de matrimoni.
El matrimoni entre Caterina i Enric VIII es va celebrar el 12 de juliol de 1543 en el palau de Hampton Court. Com a reina, Caterina va ser en part responsable de la reconciliació d'Enric amb les seves filles, Maria i Elisabet. Va tenir també una bona relació amb el príncep Eduard, futur rei Eduard VI.
Es diu d'ella que tenia un caràcter fort i una notable dignitat, que van influir de forma important en la seva fillastra, Elisabet.
Després de la mort d'Enric VIII (28 de gener de 1547), Caterina es va poder finalment casar amb el seu antic amant, Tomás Seymour, celebrant-se les seves noces el 7 d'abril d'aquest mateix any, però la seva felicitat va durar molt poc. Primer per les serioses desavinences amb l'esposa del seu cunyat, Anna Stanhope i després per l'acusació al seu espòs d'haver abusat de l'adolescent princesa Elisabet mentre residia en la seva mansió. Caterina, que no havia tingut fills de cap dels seus anteriors matrimonis, va quedar embarassada.
Va morir per complicacions en el part el 7 de setembre de 1548, en el castell de Sudeley, a Gloucestershire, on va ser sepultada. La seva única filla, Maria, nascuda el 30 d'agost, no li va sobreviure gaires anys. El seu pare, Thomas Seymour, va ser salvatgement i cruelment executat abans que la petita complís un any d'edat (10 de març de 1549). La nena va ser lliurada a la duquessa de Suffolk, la qual dirigiria un orfenat. No es tenen més notícies d'ella després de l'any 1550, pel que els historiadors assumeixen que va morir en aquesta data, amb tot just 2 anys.
El 1782 un cavaller amb el nom John Lucas va descobrir el taüt de la reina Caterina entre les ruïnes del castell de Sudeley. Va obrir el fèretre i va observar que el cos, després de 234 anys, estava en un sorprenent estat de conservació. Després de prendre uns quants flocs del cabell de la reina, va tancar de nou el taüt i el va retornar a la seva tomba. El fèretre es va obrir en repetides ocasions en els següents deu anys. Quan el taüt es va obrir de nou de forma oficial en 1817 no quedava sols que restes d'un esquelet. En aquella època el taüt va ser mogut a la tomba de Lord Chandos, la família de la qual va posseir el castell en aquell temps. En anys posteriors la capella va ser reconstruïda per Sir John Scott, erigint-se llavors un altar apropiat per a la reina Caterina.